# 大黽蝽
大黽蝽（学名：Aquarius elongatus）为黽蝽科大黽椿屬下的一个种。